# M-LOK

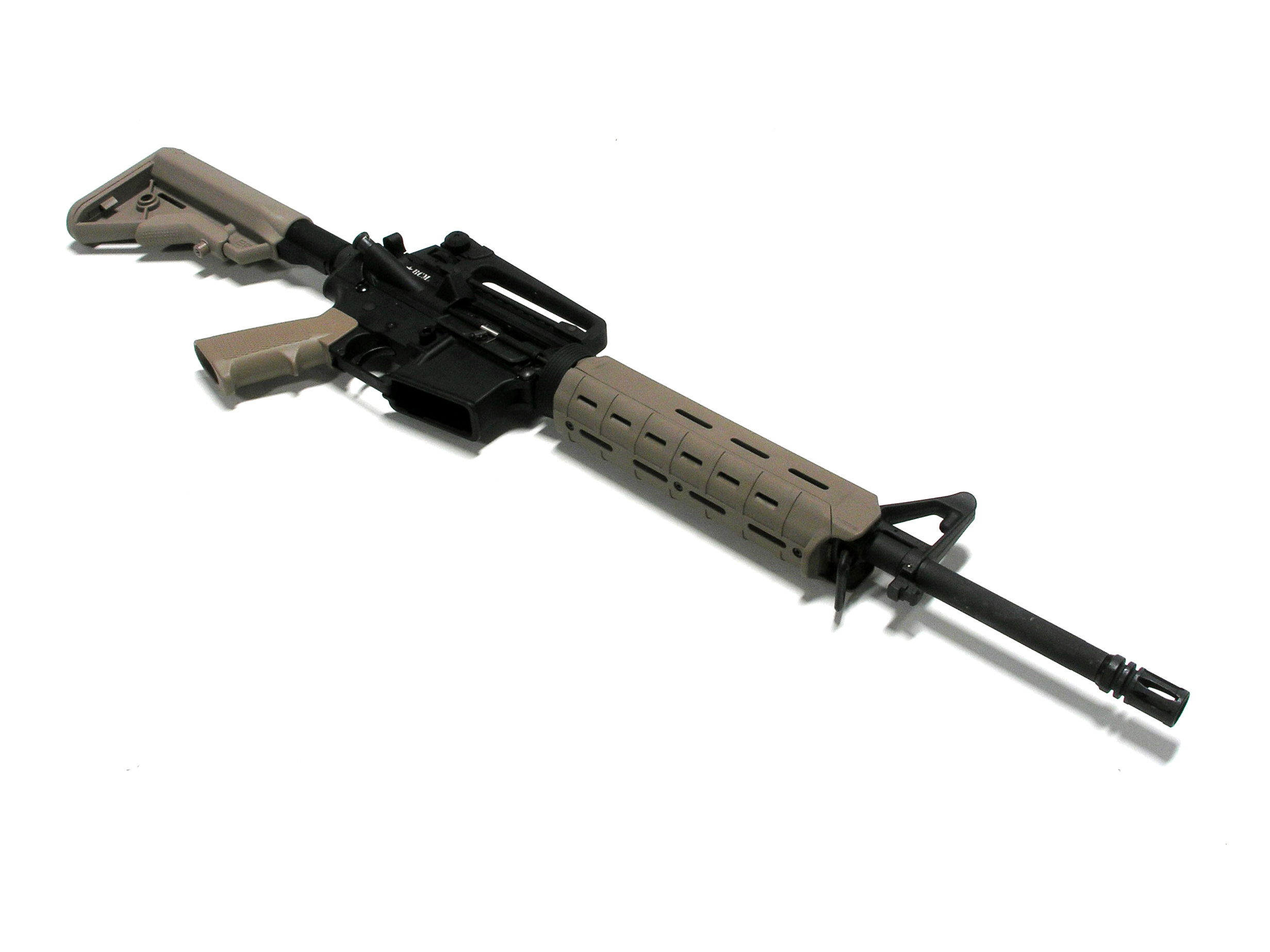
AR-15半自动步枪上的马格普MOE（M-LOK前身）护木

M-LOK（“模块化锁定”Modular Lock的简写）是美国马格普工业公司研发并注册专利的一款免费许可的“负空间”（凹洞式）枪械导轨界面系统，用来部分取代现今被广泛使用的皮卡汀尼导轨，是马格普推出用来与复仇者武器公司（VLTOR Weapon Systems）研发的KeyMod系统进行市场竞争的产品。与皮卡汀尼导轨相比，配有M-LOK和KeyMod的护木和前托都更轻、更紧凑，枪管通风性也更好，而且不像皮卡汀尼导轨那样有凸出的尖锐棱角。
M-LOK系统可以被看做是借鉴了之前失败的“马格普原创器材”（Magpul Original Equipment，简称MOE）的改进设计，但是两者不完全兼容。M-LOK可以依赖转换部件在老式的MOE护木上使用，但是MOE附件完全没有M-LOK转换部件。

## 研发历史

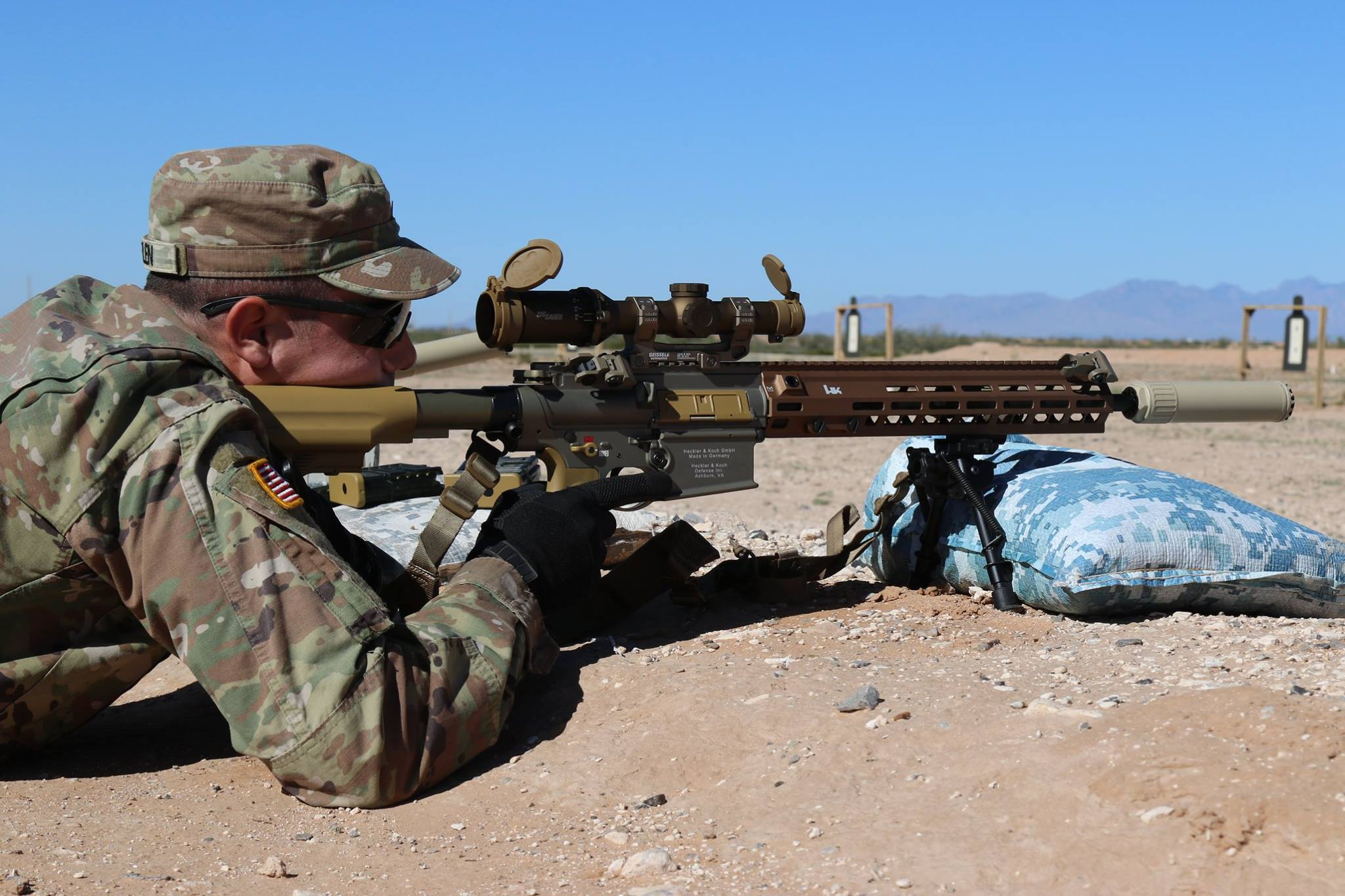
装有Geissele M-LOK护木的M110A1精确射手步枪

马格普在2007年底在马沙达概念步枪上就公开了MOE凹孔的原型设计，并于2009年正式推出了MOE护木和皮轨转换条、战术灯安装件、握把、两脚架安装件等匹配产品。但是MOE设计有着必须能够进入护木内侧才能安装的缺点，使其无法在浮置式护木上使用。而且MOE凹孔的间隔太宽而且不够统一，限制了附件安装位置的选择面。在这种情况下，马格普开启了备用方案，重新设计了M-LOK系统并于2014年全面取代了MOE设计。M-LOK导轨完全用公制取代了英制指标，使用只能旋转90度的T形螺母进行固定，使其能够方便的安装在浮置式护木上，而且可以在金属或聚合物材料的护木上使用。
M-LOK比KeyMod晚两年推出，因此在初期具有劣势。2016年，加拿大柯尔特研发并推出了使用配有M-LOK系统的一体化机匣的“模块化导轨步枪”（Modular Rail Rifle，简称MRR）。2017年开始，许多之前生产KeyMod的厂家都开始改去生产M-LOK产品，使得M-LOK在销售量方面后来者居上，在一些厂商中甚至超过KeyMod三倍之多。
2017年4月初，海军地面武器研制中心克蘭分部（Naval Surface Warfare Center - Crane Division）对M-LOK和KeyMod等导轨系统的性能进行了测试。在NSWC Crane的测试中，Aero Precision、Midwest Industries和Seekins三家附件公司分别提供了三种KeyMod和三种M-LOK产品。所有的导轨系统都通过了耐久性和极限条件试验，但是在其它试验中M-LOK总体优于其它系统。例如：
- 在重复拆装性能对比试验中，M-LOK在同一位置重复拆装同一附件后目标点的平均偏差仅为1.3角分，只有其它导轨平均偏移量的四分之一；
- 在一致性测试中，KeyMod的瞄准点偏移范围在0.2～14.6角分之间，而M-LOK仅为0.0～6.6角分之间；
- 在跌落测试中，所有M-LOK配件都保持没有脱落，其中三分之一保持原位，其余三分之二向后滑动但仍稳固。而KeyMod只有三分之一的配件未脱落，而且护木都遭到了严重损坏，唯一的优势是未脱落的附件都显示出一定程度的自动矫正复位；
- 在破坏载荷测试中，M-LOK的平均载荷是KeyMod的三倍多；
- 在冲击测试中，两种系统都出现了裂痕，但是KeyMod的表现要差很多，甚至一部分钥匙孔开口出现断裂导致准直度丧失。

在参考了测试结果以后，美国特种作战司令部（USSOCOM）决定M-LOK导轨系统優於其他安裝系統，将M-LOK作为下一代特种部队的武器模块化导轨系统。之前在2015年底，加拿大陆军就已经宣布采用M-LOK系统作为步兵标准导轨平台，原因是加拿大柯尔特的态度起了决定性因素。

## 技术指标

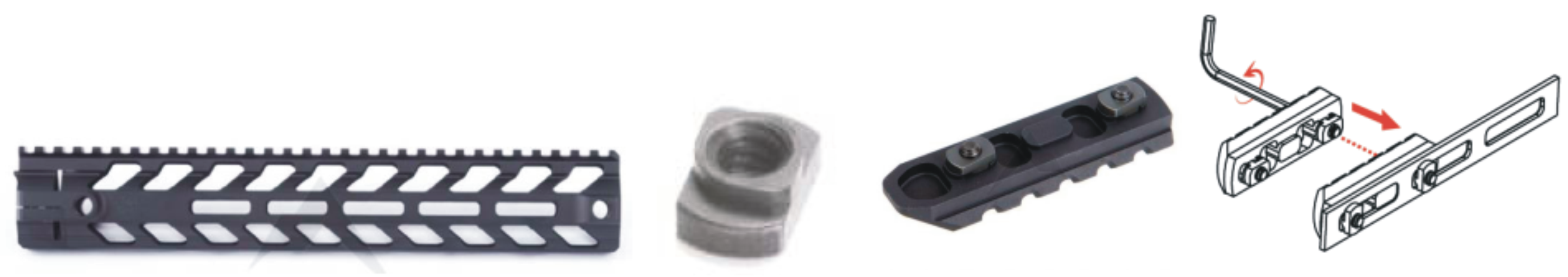
M-LOK护木和安装配件
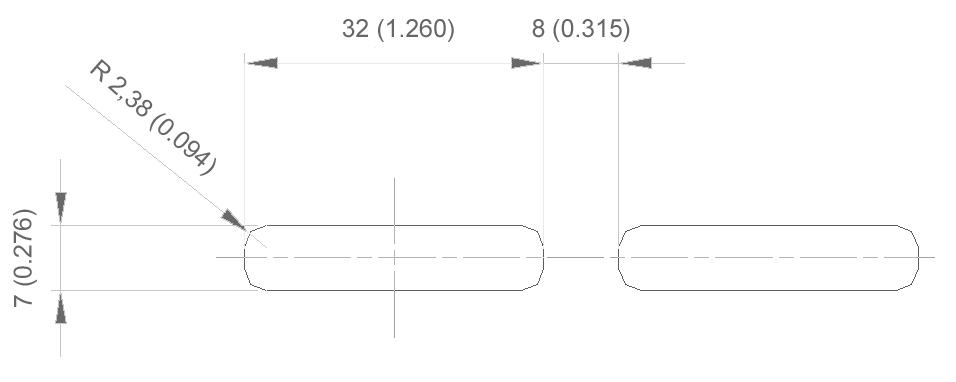
M-LOK凹孔的大致尺寸

M-LOK凹孔的尺寸指标可以在马格普官网上找到，参数为公制。每个凹孔为圆角长方形，长约32（1.26英寸）、宽7 mm（0.276英寸），圆角的半径约2.38（0.094英寸），相邻的凹孔间隔约8（0.31英寸）。附件安装部位使用间隔为20（0.79英寸）的T形螺母，用涂有固定胶的UNC #8-32或#10-24螺纹的螺栓上紧。T形螺母的宽度与凹孔的宽度相似，面对螺栓的部位部有一个叶状的凸出部，形状大致是将一个正方形四个角中的两个对角削圆，在螺母插入凹孔后会限制螺母只旋转90度。附件的T形螺母在安装时可以完全插入同一凹孔，也可以跨着插入不同凹孔，因而可以安装在前后不同位置。
M-LOK附件的螺母上紧力矩参数如下：
- 金属附件安装在金属护木上：35 lb·in（4.0 N·m）
- 聚合物或金属附件安装在聚合物护木上：15 lb·in（1.7 N·m）
- 聚合物附件安装在金属护木上：15 lb·in（1.7 N·m）

虽然M-LOK的螺丝和凹孔的尺寸信息在网上都能找到，T型螺母的参数目前正在接受美国国务院审批是否应该受到国际武器贸易条例（ITAR）的监察，因此目前其细节图纸只对美国公民开放。
| M4         | 3 mm            | 2.5 mm          |
| M5         | 4 mm            | 3 mm            |
| #8-32 TPI  | 9/64" (3.57 mm) | 3/32" (2.38 mm) |
| #10-24 TPI | 5/32" (3.97 mm) | 1/8" (3.18 mm)  |

## 许可证
M-LOK不是开源设计，如果有生产商想要制造M-LOK标准的产品必须预先向马格普申请免费的生产许可证。对此马格普宣称是为了保证所有M-LOK产品的规格都能统一，保证相互兼容性，许可申请对任何有兴趣的厂家都开放。